# Chan Kwok Ming
Chan Kwok Ming oder Chan Wok Ming (chinesisch: 陳國明, Pinyin Chén Guómíng, westlich auch Ivan Chan; * 7. September 1975) ist ein ehemaliger Hongkonger Snookerspieler. In seiner Karriere gewann er unter anderem die IBSF U21-Snookerweltmeisterschaft 1996, die Hongkonger Snooker-Meisterschaft 2005 und mehrere Medaillen bei Multisportveranstaltungen.

## Karriere
Chan Kwok Ming oder Chan Wok Ming wurde 1975 geboren. Wie bei chinesischen Namen üblich, gibt es verschiedene Umschriften und Namensformen für die Übersetzung ins westliche Namenssystem. Chan Kwok Ming oder Chan Wok Ming sind dabei am üblichsten Namen, daneben wird er mitunter auch mit der abweichenden Namensreihenfolge Kwok Ming Chan oder dem westlichen Namen Ivan Chan bezeichnet. Ab Anfang der 1990er nahm Chan regelmäßig an internationalen Snookerturnieren teil. Bereits 1993 stand er im Achtelfinale der Amateurweltmeisterschaft, 1994 im Viertelfinale der Asienmeisterschaft. Seinen Durchbruch feierte er 1996 mit dem Finalsieg bei der U21-Weltmeisterschaft. Daran anknüpfend erreichte er bei der Amateurweltmeisterschaft der Herren das Viertelfinale. Anschließend wurde Chan zu den professionellen Thailand Open 1997 und dem professionellen Millennium Cup 1999 eingeladen, eine tatsächliche Qualifikation für die Profitour über das Asian Tour Qualifier gelang ihm 1998 aber nicht.
Auf der Amateurebene konnte er bei den Asienspielen 1998 eine Bronzemedaille im Einzel und eine Goldmedaille im Team gewinnen. Bei den anderen Amateurmeisterschaften konnte er danach nur bedingt an seine Erfolge anschließen; eine Viertelfinalteilnahme bei der Asienmeisterschaft 2000 blieb zunächst sein bestes Ergebnis. Bei den Asienspielen 2002 gelang es ihm allerdings aber, seine Erfolge von vier Jahren zuvor exakt zu wiederholen. In Hongkong konnte er nach einer Halbfinalniederlage 2004 im Jahr 2005 die Hongkonger Snooker-Meisterschaft gewinnen. Danach blieben große Erfolge im Einzel aus. Einige Male erreichte er noch die Finalrunden internationaler Meisterschaften, schied aber meist zu deren Beginn aus. Ein Ausrufezeichen setzte er 2008 im Six-Red-Snooker, als er beim professionellen 6-Red Snooker International die Runde der letzten 32 erreichen konnte. Nur im Team gelangen ihm noch Turniersiege: 2007 gewann er im Team bei den Asian Indoor Games eine Goldmedaille, 2009 bei den Ostasienspielen. Mindestens bis 2010 nahm er noch regelmäßig an Hongkonger Amateurturnieren teil.

## Erfolge
Einzel
| Ausgang | Jahr | Turnier                           | Finalgegner      | Ergebnis |
| ------- | ---- | --------------------------------- | ---------------- | -------- |
| Sieger  | 1996 | IBSF U21-Snookerweltmeisterschaft | Risto Väyrynen   | 11:6     |
| Sieger  | 2005 | Hongkonger Snooker-Meisterschaft  | Cheung Chung Hin | 5:4      |

Team
| Ausgang | Jahr | Turnier            | Teampartner               | Gegner im Finale                                              | Endstand |
| ------- | ---- | ------------------ | ------------------------- | ------------------------------------------------------------- | -------- |
| Sieger  | 1998 | Asienspiele        | Chan Wai Tat Marco Fu     | James Wattana Phaitoon Phonbun Tai Pichit Noppadon Noppachorn | 2:1      |
| Sieger  | 2002 | Asienspiele        | Fung Kwok Wai Marco Fu    | Ding Junhui Jin Long Pang Weiguo                              | 2:1      |
| Sieger  | 2007 | Asian Indoor Games | Chan Wai Ki Fung Kwok Wai | Xiao Guodong Jin Long Liu Chuang                              | 3:0      |
| Sieger  | 2009 | Ostasienspiele     | Fung Kwok Wai Marco Fu    | Huang Chih-hua Wu Yu-lun Lin Shu-hung                         | 3:1      |